# هولي روبنسون
هولي روبنسون (بالإنجليزية: Holly Robinson) هي منافسة ألعاب القوى نيوزيلندية، ولدت في 10 ديسمبر 1994 في هوكيتيكا ‏ في نيوزيلندا.

## روابط خارجية
- هولي روبنسون على موقع Paralympic.org (الإنجليزية)
- هولي روبنسون على موقع IPC.InfostradaSports.com (مؤرشف) (الإنجليزية)
- هولي روبنسون على موقع اللجنة البارالمبية النيوزيلندية (الإنجليزية)